# Публий Семпроний Тудитан
Вижте пояснителната страница за други личности с името Публий Семпроний.
Публий Семпроний Тудитан (на латински: Publius Sempronius Tuditanus) e политик на Римската република в края на 3 век пр.н.е.
Тудитан е военен трибун през 216 пр.н.е. и след унищожителната битка при Кана заедно с 600 войници стига през вражеските линии до Канузиум. След две години през 214 пр.н.е. той е едил заедно с Гней Фулвий Центумал. Двамата стават през 213 пр.н.е. претори.
През 209 пр.н.е. Тудитан е цензор с Марк Корнелий Цетег. През 205 пр.н.е. той поема главното командване в Илирия. Сключва мирен договор с Филип V Македонски във Фойнике и така завършва Първата македонска война.
През 204 пр.н.е. Тудитан е избран за консул заедно с Марк Корнелий Цетег. Бие се против Ханибал в Брутиум.
През 200 пр.н.е. той е в делегацията с Гай Клавдий Нерон и Марк Емилий Лепид на Изток. Първо отиват в Гърция, след това в Сирия при Антиох III и след това до Египет и посещават Птолемей V Епифан.